# Мец шен (Мартакерт)
Мец шен (вірм. Մեծշեն) — село у Мартакертському районі Нагірно-Карабаської Республіки. Село розташоване за 17 км на захід від Мартакерта, за 2 км на південь від траси «Північ-Південь», поруч з селами Мохратаг, Магавуз, Кусапат та Мєхмана.

## Пам'ятки
- В селі розташована церква Сурб Геворга 17 ст., хачкар 17 ст., фортеця «Зоратап» — середньовіччя, гробниці 2 тисяч. до н. е.